# Chlorophytum pusillum
Chlorophytum pusillum är en sparrisväxtart som beskrevs av Georg August Schweinfurth och John Gilbert Baker. Chlorophytum pusillum ingår i släktet ampelliljor, och familjen sparrisväxter.